# Sarah Healy
Pour les articles homonymes, voir Healy (homonymie).
Sarah Healy (née le 13 février 2001 à Monkstown) est une athlète irlandaise, spécialiste des courses de demi-fond.

## Biographie
Sarah Healy remporte son premier titre international aux Festival olympique de la jeunesse européenne en 2017 sur 1 500 mètres. Elle confirme lors des Championnats d'Europe jeunesse en 2018 en décrochant deux médailles d'or sur 1 500 mètres et 3 000 mètres en signant à chaque fois le record des championnats. L'année suivante, elle termine deuxième derrière la Suissesse Delia Sclabas aux 1 500 mètres aux Championnats d'Europe juniors.
Elle participe grâce à son classement aux Jeux olympiques de Tokyo
En 2023, Healy perd son final aux 1 500 mètres face à sa compatriote Sophie O'Sullivan pour 18 centièmes lors des Championnats d'Europe espoirs. Qualifiée pour les Championnats du monde, elle s'arrête en demi-finales du 1 500 mètres malgré un record personnel en 3 min 59 s 68.
Au début de la saison 2024, Healy établit un nouveau record d'Irlande du 3 000 m piste courte à Metz en 8 min 36 s 06 puis une semaine après à Liévin, elle bat celui du 1 500 m piste courte en 4 min 03 s 83. Lors des Championnats du monde en salle à Glasgow, Healy chute lors des séries et ne passe pas en demi-finale. En juin, aux Championnats d'Europe, elle atteint la finale du 1 500 m, et termine septième à plus de deux secondes de sa compatriote et championne Ciara Mageean. Lors des Jeux de Paris, comme à Tokyo quatre ans plus tôt, Healy est éliminée en série.

## Palmarès
| Date | Compétition                    | Lieu      | Résultat | Épreuve | Temps         |
| ---- | ------------------------------ | --------- | -------- | ------- | ------------- |
| 2018 | Championnats d'Europe jeunesse | Győr      | 1re      | 1 500 m | 4 min 18 s 71 |
| 2018 | Championnats d'Europe jeunesse | Győr      | 1re      | 3 000 m | 9 min 18 s 05 |
| 2019 | Championnats d'Europe juniors  | Borås     | 2e       | 1 500 m | 4 min 27 s 14 |
| 2020 | Jeux olympiques                | Tokyo     | série    | 1 500 m |               |
| 2023 | Championnats d'Europe espoirs  | Espoo     | 2e       | 1 500 m | 4 min 7 s 36  |
| 2024 | Championnats d'Europe          | Rome      | 7e       | 1 500 m | 4 min 6 s 77  |
| 2024 | Jeux olympiques                | Paris     | série    | 1 500 m |               |
| 2025 | Championnats d'Europe en salle | Apeldoorn | 1re      | 3 000 m | 8 min 52 s 86 |